# La Neuville-aux-Bois

La Neuville-aux-Bois este o comună în departamentul Marne, Franța. În 2009 avea o populație de 152 de locuitori.